# Nederlandse kampioenschappen zwemmen 1942
De Nederlandse kampioenschappen zwemmen 1942 werden gehouden op 14, 15 en 16 augustus 1942 in Amsterdam, Nederland.
Oorspronkelijk zou het toernooi twee dagen duren, maar vanwege het aantal deelnemers werd een dag eerder begonnen. Joop van Merkesteyn was de grote winnaar bij de mannen, Rie van Veen bij de vrouwen. Door te vroeg starten werd Het Y op de estafette gediskwalificeerd. Een waterpolowedstrijd van Amsterdam tegen de rest van Nederland werd met 0-5 door 'de rest' gewonnen.

## Zwemmen

### Mannen
| Afstand:           | Goud:                                                           | Tijd    | Zilver:                 | Tijd    | Brons:                     | Tijd    |
| 100 m vrije slag   | Joop van Merkesteyn Haarlem                                     | 1.01,8  | Kees Hoving RZC         | 1.02,6  | Sam Moolenaar Het Y        | 1.03,3  |
| 400 m vrije slag   | Joop van Merkesteyn Haarlem                                     | 5.23,2  | Frits Ruimschotel HZ&PC | 5.29,0  | Bert Ramack RZC            | 5.32,4  |
| 1500 m vrije slag  | Joop van Merkesteyn Haarlem                                     | 22.04,2 | Willy Geerling Het Y    | 22.11,3 | Herman Smitshuijzen AZ '70 | 22.43,1 |
| 100 m rugslag      | Dolf van Schouwen DJK                                           | 1.13,0  | Frits de Geest HPC      | 1.13,8  | Stans Scheffer DJK         | 1.14,0  |
| 200 m schoolslag   | Herman Smitshuijzen AZ '70                                      | 2.51,8  | Piet Kruithof RZC       | 3.04,2  | W. Vogelzang HZ&PC         | 3.06,2  |
| 4x200 m vrije slag | HPC Heemstede T. Kloots M. Mauritz Frits de Geest Addie Sipkema | 10.12,7 | RZC                     | 10.33,1 | HZ&PC                      | 10.45,8 |

### Vrouwen
| Afstand:           | Goud:                       | Tijd   | Zilver:                   | Tijd   | Brons:                | Tijd   |
| 100 m vrije slag   | Rie van Veen RDZ            | 1.07,7 | Bep van Schaik De Meeuwen | 1.09,0 | Willy Soetekouw RDZ   | 1.10,4 |
| 400 m vrije slag   | Rie van Veen RDZ            | 5.42,6 | Bep van Schaik De Meeuwen | 5.55,1 | Teuna Burggraaf Het Y | 6.03,4 |
| 100 m rugslag      | Iet van Feggelen De Meeuwen | 1.17,5 | Greetje Galliard ADZ      | 1.20,2 | Thea de Haan Zian     | 1.20,4 |
| 200 m schoolslag   | Willy Haverlag De Robben    | 3.06,8 | Tonny Bijland HZC         | 3.07,5 | Jopie Waalberg ADZ    | 3.07,7 |
| 4x100 m vrije slag | RDZ                         | 5.09,6 | De Meeuwen                | 5.18,3 | Rotterdam             | 5.19,7 |

## Schoonspringen

### Mannen
| Onderdeel: | Goud:                  | Score  | Zilver:                 | Score  | Brons:          | Score  |
| 3 m plank  | Nico van der Voort HPC | 114,58 | Clemens de Goede AZ '70 | 114,46 | Adri Zomer HVGB | 113,71 |

### Vrouwen
| Onderdeel: | Goud:            | Score | Zilver:               | Score | Brons:              | Score |
| 3 m plank  | Rie Muytjens ADZ | 98,67 | Jopie van Engelen HDZ | 86,50 | Toos van Dongen NZC | 84,72 |

Langebaan (50 meter):

1920 ·
1921 ·
1922 ·
1923 ·
1924 ·
1925 ·
1926 ·
1927 ·
1928 ·
1929 ·
1930 ·
1931 ·
1932 ·
1933 ·
1934 ·
1935 ·
1936 ·
1937 ·
1938 ·
1939 ·
1940 ·
1941 ·
1942 ·
1943 ·
1944 ·
1945 ·
1946 ·
1947 ·
1948 ·
1949 ·
1950 ·
1951 ·
1952 ·
1953 ·
1954 ·
1955 ·
1956 ·
1957 ·
1958 ·
1959 ·
1960 ·
1961 ·
1962 ·
1963 ·
1964 ·
1965 ·
1966 ·
1967 ·
1968 ·
1969 ·
1970 ·
1971 ·
1972 ·
1973 ·
1974 ·
1975 ·
1976 ·
1977 ·
1978 ·
1979 ·
1980 ·
1981 ·
1982 ·
1983 ·
1984 ·
1985 ·
1986 ·
1987 ·
1988 ·
1989 ·
1990 ·
1991 ·
1992 ·
1993 ·
1994 ·
1995 ·
1996 ·
1997 ·
1998 ·
Amersfoort 1999 ·
Drachten 2000 ·
Eindhoven 2001 ·
Amersfoort 2002 ·
Amsterdam 2003 ·
Amsterdam 2004 ·
Amsterdam 2005 ·
Eindhoven 2006 ·
Amsterdam 2007 ·
Eindhoven 2008 ·
Eindhoven 2009 ·
Eindhoven 2010 ·
Eindhoven juni 2011 ·
Eindhoven december 2011 ·
Amsterdam 2012 ·
Eindhoven 2013 ·
Eindhoven 2014 ·
Eindhoven 2015 ·
Eindhoven 2016 ·
Eindhoven 2017 ·
Amersfoort 2018 ·
Amersfoort 2019 ·
2020 ·
2021 ·
Amersfoort 2022 ·
Amersfoort 2023 ·
Amersfoort 2024

Kortebaan (25 meter):

1980 ·
1981 ·
1982 ·
1983 ·
1984 ·
1985 ·
1986 ·
1987 ·
1988 ·
1989 ·
1990 ·
1991 ·
1992 ·
1993 ·
1994 ·
1995 ·
1996 ·
1997 ·
's-Hertogenbosch 1998 ·
Nieuwegein 1999 ·
Nieuwegein 2000 ·
Alphen aan den Rijn 2001 ·
Eindhoven 2002 ·
Drachten 2004 ·
Amsterdam 2005 ·
Drachten 2006 ·
Amsterdam 2007 ·
Amsterdam 2008 ·
Amsterdam 2009 ·
Amsterdam 2010 ·
Amsterdam 2012 ·
Dordrecht 2013 ·
Tilburg 2014 ·
Tilburg 2015 ·
Hoofddorp 2016 ·
Hoofddorp 2017 ·
Tilburg 2018 ·
Tilburg 2019 ·
2020 ·
Den Haag 2021 ·
Den Haag 2022 ·
Den Haag 2023